# Montréal en lumière
Montréal en lumière, fondé en 2000, est un festival annuel se tenant l'hiver dans le Quartier des spectacles à Montréal. Il met en valeur la lumière, les arts et les plaisirs de la table. Il est l'un des plus gros festivals d’hiver au monde.
Il est organisé par L'Équipe Spectra. Il reçoit l'aide financière de nombreux partenaires et commanditaires, telle que la RBC, Bell, Hydro-Québec et la SAQ.

## Historique

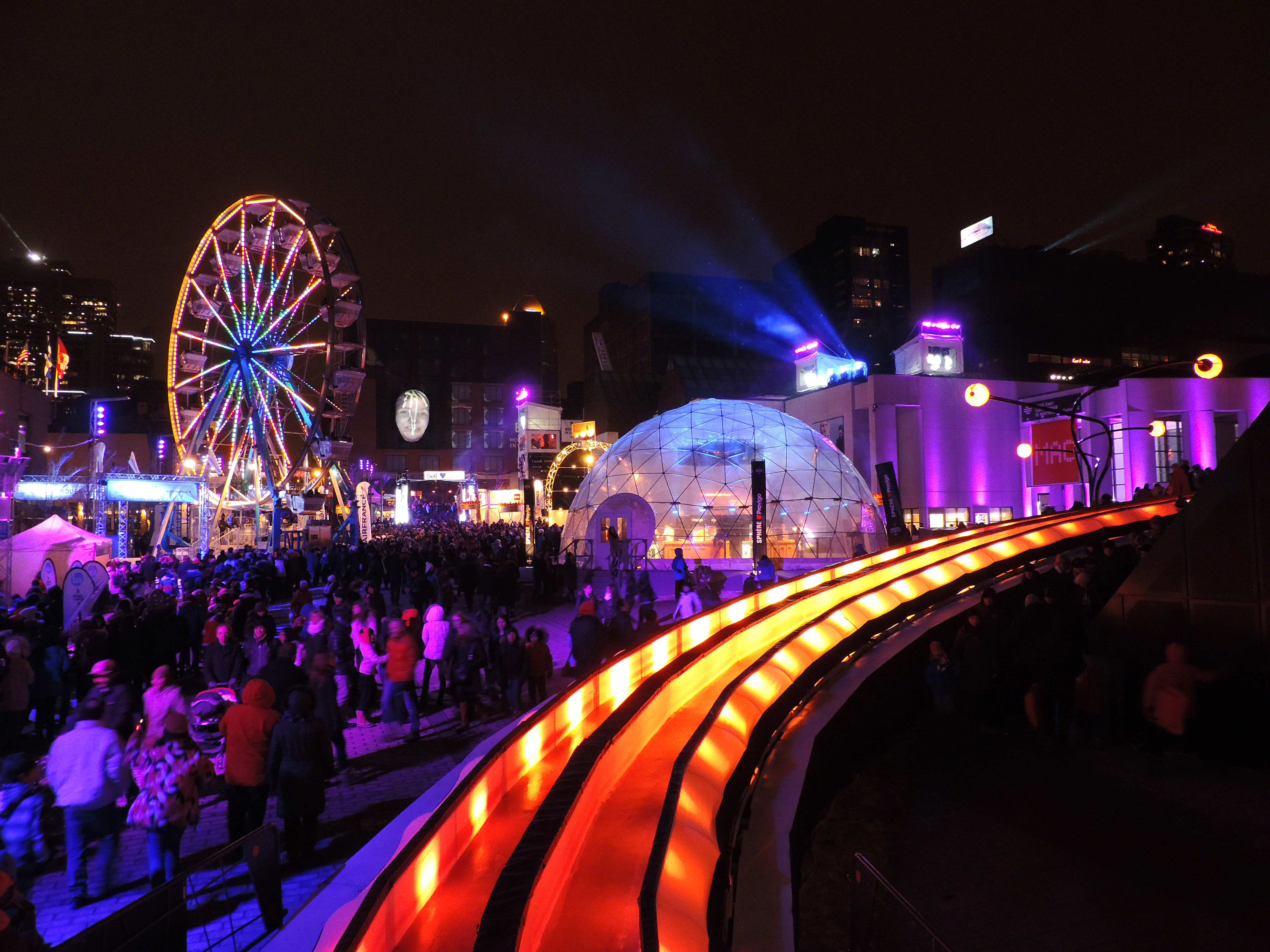
Nuit blanche au festival Montréal en lumière en 2014

La première édition de ce festival hivernal eut lieu en février 2000.
Montréal en lumière est né de la volonté concertée des milieux touristique et économique montréalais de créer un événement festivalier pour relancer la saison touristique hivernale, consolider le positionnement de Montréal comme métropole culturelle et gastronomique et confirmer son titre de capitale des festivals.
La création d’un festival d’hiver de Montréal a été retenue comme l’un des projets prioritaires lors du sommet économique pour la relance de Montréal d’octobre 1996. Il avait été proposé par Charles Lapointe de Tourisme Montréal.
Chaque année, un thème particulier est mis en vedette. La fête se déroule principalement au centre-ville, dans le Vieux-Montréal et au Vieux-Port de 2000 à 2009 et de 2010 à aujourd’hui dans le Quartier des Spectacles.
2023 marquera la 22e édition de Montréal en lumière et la 20e édition de la Nuit Blanche.

## Description

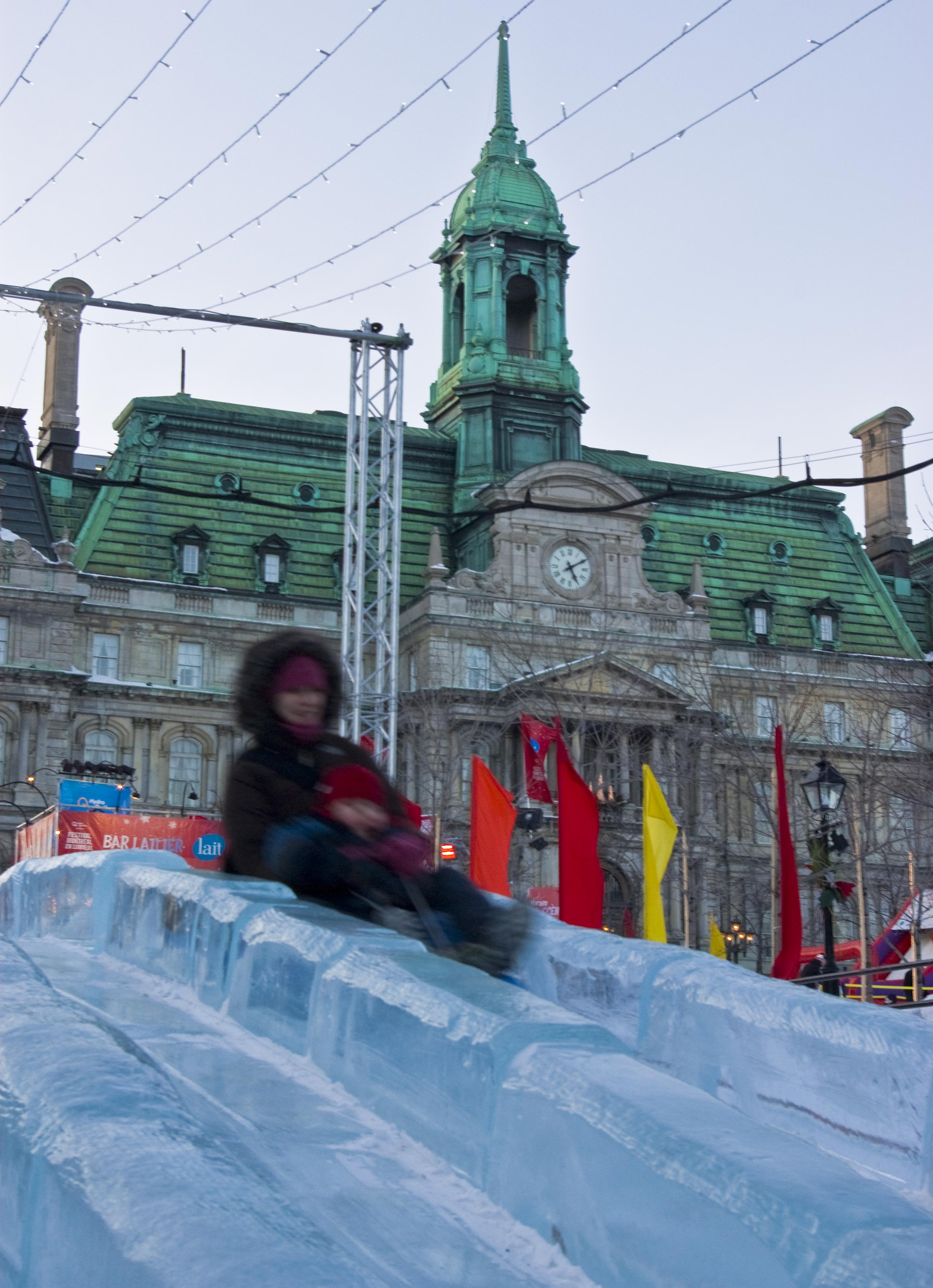
Descente de luge dans le Vieux-Montréal au festival Montréal en lumière en 2009

Le festival Montréal en lumière réunit trois festivals en un, avec une programmation large et diversifiée qui met en lumière ce que Montréal a de mieux à offrir. Il se décline en trois volets susceptibles de rejoindre une très large clientèle : 
- un volet extérieur festif et gratuit, ayant pour thème principal la lumière et la nuit;
- un volet artistique, avec la mise en valeur toute particulière des arts de la scène et des expositions;
- un volet gastronomique, culinaire et vinicole.

À partir de la sixième édition se rajoutait un nouveau volet inspiré de Paris : la Nuit Blanche de Montréal qui connut dès la première année (2005) un fort succès. À la 8e édition du festival, Art Souterrain se greffe en tant que nouvel événement à la Nuit Blanche.
En 2007, un pôle important d'animation public est créé au Vieux-Montréal (à la Place Jacques-Cartier) et au Vieux-Port de Montréal.
En 2010, un deuxième pôle d'animation gratuit est ajouté cette fois-ci à la place des Festivals dans le Quartier des spectacles. Cet ajout double la superficie du festival Montréal en lumière.

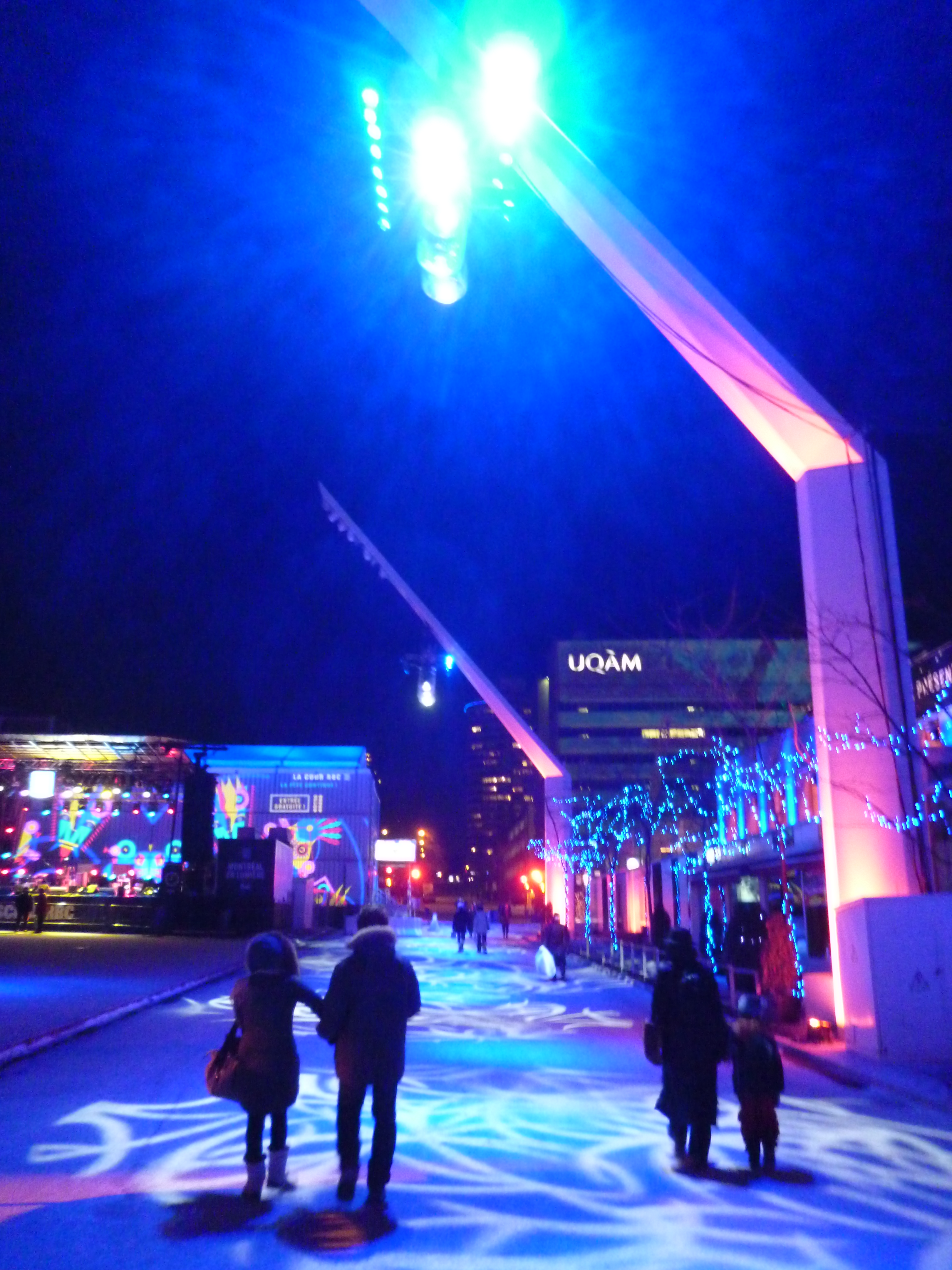
L'édition 2014 au niveau de la rue Sainte-Catherine.

## Mandat
Une corporation sans but lucratif, à laquelle siègent des représentants des milieux touristique, économique et culturel montréalais, a été créée. Elle a pour mission d’organiser et de promouvoir un événement festivalier d’envergure internationale, se déroulant principalement au centre-ville de Montréal, et d’une durée approximative de deux semaines, pendant la période située entre la mi-février et à la mi-mars. La maîtrise d’œuvre de l’événement a été confiée à L'Équipe Spectra.